# 激素替代療法
激素替代療法（hormone replacement therapy，HRT）或激素补充治疗、绝经激素治疗（menopausal/postmenopausal hormone therapy，MHT/PHT/PMHT），是一種用於治療女性体内性激素分泌不足或更年期相關的症狀，需以外源激素加以补充、替代的疗法，這些症狀可能包括潮熱，陰道萎縮和乾燥，以及骨質流失等，並且是由更年期期間性激素水平降低引起的。
激素替代療法用於更年期症狀的主要激素藥物是雌激素和孕激素。對於擁有完整子宮的女性，孕激素通常與雌激素聯合使用，因為無對抗的雌激素治療與子宮內膜增生和癌症有關，而孕激素可預防這些風險。像睾酮這樣的雄激素有時也用於激素替代療法。激素替代療法藥物有多種形式，可通過各種不同的給藥途徑使用。
国际癌症研究机构于2008年将激素替代疗法列为1类致癌物（确认对人类致癌）。

## 外部連結
- Menopause treatment （页面存档备份，存于）, Hormone Health Network, The Endocrine Society
- Sexual Health and Menopause Online （页面存档备份，存于）, The North American Menopause Society
- Menopause （页面存档备份，存于）, US Food and Drug Administration